# 와타나베 가즈오
와타나베 가즈오(渡辺 和郎, わたなべ かずお, 1955년 5월 1일생)는 일본의 아마추어 천문가이다. 홋카이도 구시로시 출신이다. 669 개의 소행성을 발견하였다.
소행성 4155 와타나베는 그의 이름을 기념하여 이름을 붙였다.